# Krzysztof Górniak
Krzysztof Górniak (ur. 21 lutego 1975 we Wrocławiu) – polski piłkarz ręczny, mistrz i reprezentant Polski.

## Kariera sportowa
Był zawodnikiem Śląska Wrocław, w którym występował do 2003. W rundzie wiosennej sezonu 2002/2003 przeszedł do francuskiej drużyny drugoligowej drużyny St. Raphael, występował w niej także w sezonie 2003/2004. W sezonie 2004/2005 powrócił do Śląska, w sezonie 2005/2006 występował we francuskiej II-ligowej drużynie ASCA Wittelsheim, w sezonie 2006/2007 w występującym w niemieckiej lidze regionalnej TSG Söflingen. W sezonie 2007/2008 był zawodnikiem Zagłębia Lubin. W następnych latach występował w niemieckich drużynach HC Neuruppin (liga regionalna) i od lutego 2011 Empor Rostock (II liga). Jego ostatnim zespołem był występujący w II lidze zespół Moto Jelcz Oława.
Ze Śląskiem Wrocław sięgnął w sezonie 1996/1997 po mistrzostwo Polski, w sezonie 1997/1998 po wicemistrzostwo Polski, a w sezonach 1995/1996, 1999/2000, 2001/2002 i 2002/2003 (odszedł w trakcie tego ostatniego sezonu) zdobył brązowe medale mistrzostw Polski. Z Zagłębiem zdobył wicemistrzostwo Polski w sezonie 2007/2008.. W 2003 wystąpił w 10 spotkaniach reprezentacji Polski seniorów, w tym na mistrzostwach świata grupy A, w których reprezentacja Polski zajęła 10. miejsce.